# Муслимов, Вагид Ханмамедович
Вагид Ханмагомедович Муслимов — советский хозяйственный, государственный и политический деятель.

## Биография
Родился в 1918 году в селе Гуни ныне Казбековский район Республики Дагестан. Член КПСС.
Участник Великой Отечественной войны. С 1948 года — на хозяйственной, общественной и политической работе. В 1948—1986 гг. — инженер, директор Гергебильской ГЭС, директор Махачкалинской ТЭЦ, директор Чирюртской ГЭС, управляющий РЭУ «Дагэнерго», директор строящейся Чиркейской ГЭС, вновь управляющий РЭУ «Дагэнерго», профессор Дагестанского политехнического института.
С 1980 по 1985 год - депутат Верховного Совета ДАССР. Делегат XXIV съезда КПСС.
Лауреат Премии Совета Министров СССР.
Жил в Махачкале.